# 山海關戰鬥
山海關戰鬥發生於1933年1月2日至3日，地點則是在中國河北山海關一帶。是中國抗日戰爭初期主要戰鬥之一。

## 背景
日軍為侵佔熱河省，把矛頭首先直指向榆關。榆關即山海關，位於萬里長城東端，北依燕山，南臨渤海，地勢險要，扼遼冀之咽喉，為平津之屏障，素有「天下第一關」之稱，自古即為軍事重鎮。

## 經過
1933年1月1日晚上11時左右，日軍守備隊長落合正次郎經過策劃，在榆關憲兵分遣隊和守備隊派出所前，製造手榴彈爆炸事件。事發後，落合正次郎向駐守山海關國軍東北軍第九旅旅長何柱國提出四項要求，要求國軍撤出山海關南門，由日軍進佔，遭到何柱國拒絕。1月2日上午9時，落合正次郎指揮日軍攻擊山海關，被國軍擊退。
1月3日晨，日軍在飛機、軍艦和坦克掩護下，向東南城角和南門附近重點進攻。國軍東北軍第九旅何柱國部奮起抵抗，打退敵人多次進攻。至下午2時，日軍發起總攻，火力更猛烈，城內多處起火，破壞城上各防禦工事。

## 結果
1月3日，國軍東北軍主力營長安德馨及第二連連長劉竇宸、第三連連長關景泉、第四連連長王宏元、第五連連長謝鎮藩等，冒死迎戰，英勇犧牲，其餘官兵也傷亡殆盡。團長石世安曾多次組織反擊，均未奏效，乃於下午3時率餘部由西水門向石河西岸之線撤退。日軍佔領山海關，陣亡400餘人。1月4日，日軍又攻佔五里台，1月10日再佔領九門口。
榆關之戰，國軍東北軍第九旅1個團不足2,000人，與日本陸海空之強敵3,000餘人激戰3日，官兵傷亡過半，民眾傷亡近4,000人，500棟以上房屋毁於炮火。中央苏区红军乘机起兵新淦、撫州、東鄉，包围南昌，占领江西二十餘縣。

## 反響
日軍攻佔榆關，正值國際聯盟開會，引起國際極大迴響，各國紛紛發表評論，目的各異。美國反對日本擴大戰爭行徑，願與國際聯盟合作制裁日本。蘇聯也表示不滿，《真理報》、《紅星報》等痛斥日本侵略行徑，揭露國際聯盟袒護日本侵略之事實。
國民政府向日本提出抗議，繼續依賴國際聯盟解決衝突。日本政府一面由外務大臣內田康哉向美國、英國、法國、蘇聯、意大利5國駐日大使聲明，表示事態「不再擴大」，一面大造入侵熱河輿論，加緊侵略準備。